# Parafia św. Franciszka z Asyżu w Kaletach
Parafia św. Franciszka z Asyżu – rzymskokatolicka parafia znajdująca się w Kaletach, w dzielnicy Miotek. Należy do diecezji gliwickiej i dekanatu Woźniki.
Kościół parafialny zbudowany w latach 1925–1928. Mieści się przy ul. Tarnogórskiej.